# Herbert Wagner (ingegnere)
Herbert Alois Wagner (Graz, 22 maggio 1900 – Newport Beach, 28 maggio 1982) è stato un ingegnere austriaco.
Fervente nazista e collaboratore del terzo Reich durante la seconda guerra mondiale, dal 1958 fu docente ad Aquisgrana. Trasportato negli USA durante l'operazione Paperclip, fu ideatore delle travi Wagner, particolarmente flessibili e sottili, scheletro di moltissimi prototipi spaziali successivi.